# Sajóhídvég
Sajóhídvég là một thị trấn thuộc hạt Borsod-Abaúj-Zemplén, Hungary. Thị trấn này có diện tích 13,44 km², dân số năm 2010 là 1049 người, mật độ 78 người/km².